# Корницкий, Игорь Петрович
Игорь Петрович Корницкий — советский хозяйственный, государственный и политический деятель.

## Биография
Родился в 1932 году. Член КПСС.
В 1973—1976 — первый заместитель директора завода «Арсенал» в Киеве.
В 1976—1988 — заместитель министра оборонной промышленности СССР.
В 1988—1991 — первый заместитель министра оборонной промышленности СССР.
В 1992—2009 — президент, генеральный директор открытого акционерного общества «Оптико-электронное приборостроение».
В 2009—2014 — генеральный директор ООО «АМИКОМ».
Лауреат Ленинской и Государственной премий СССР.
За заслуги перед государством, большой вклад в развитие отечественного машиностроения и многолетний добросовестный труд на предприятиях и в организациях танкостроительной промышленности Указом Президента РФ от 22.10.1996 был награждён Орденом «За заслуги перед Отечеством» IV степени.
Жил в Москве.

## Награды
- Орден Ленина
- Орден Октябрьской Революции
- Орден Трудового Красного Знамени